# Claudio Lattanzi
Claudio Lattanzi (* 1958 in Rom) ist ein italienischer Regieassistent und Filmregisseur.
Lattanzi war Ende der 1980er Jahre Assistent von Michele Soavi bei dessen Filmen. Ihm wird die Regie des Filmes Killing Birds, bei dem Joe D’Amato Produzent und Kameramann war und in dessen Händen die eigentliche Inszenierung des Filmes lag, zugeschrieben.

## Filmografie
- 1987: Killing Birds (Uccelli assassini)